# Chorreador

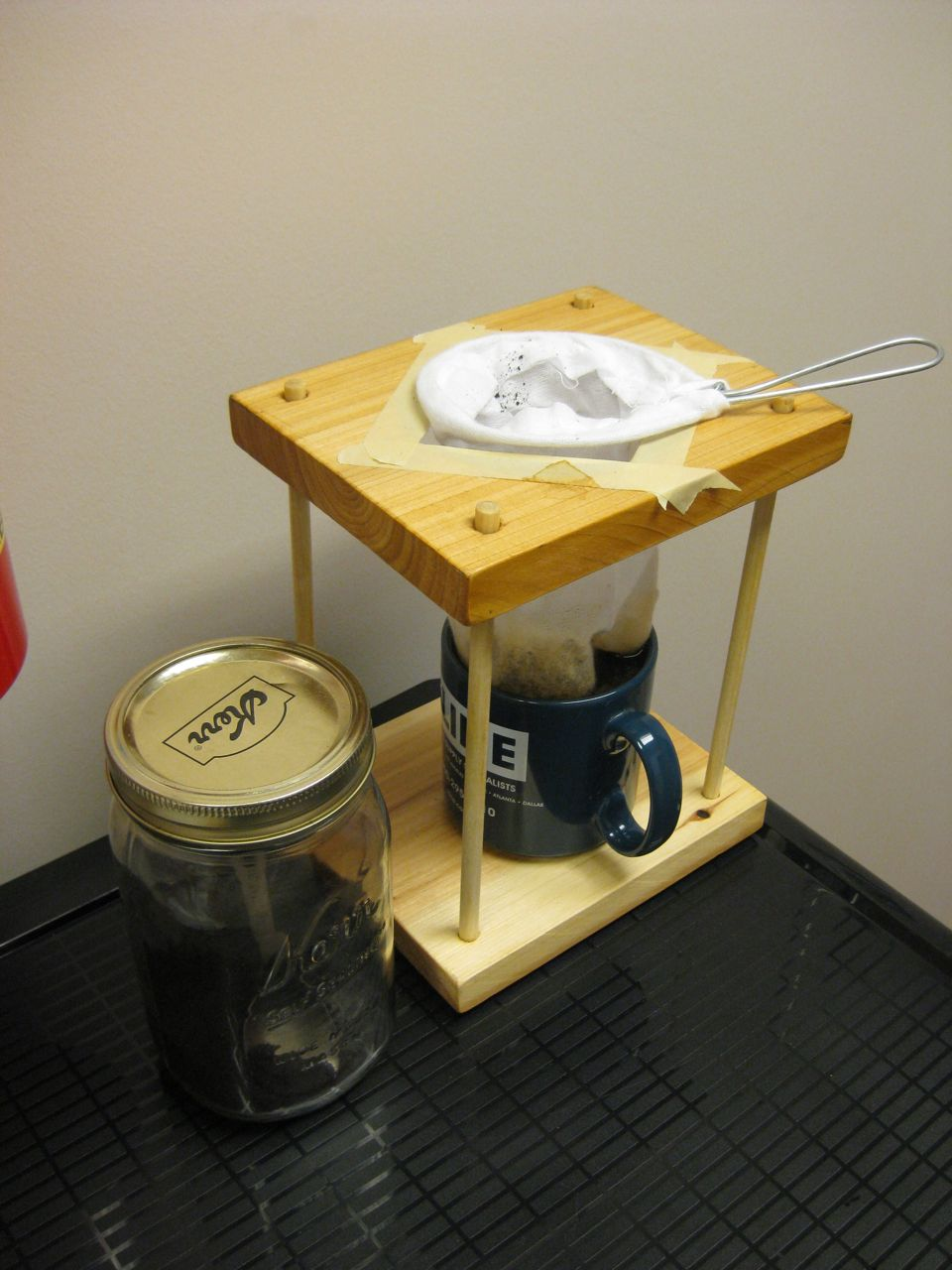
Chorreador

Un chorreador es un aparato para preparar café usado en Costa Rica en el cual se filtra agua caliente a través de granos de café molidos contenidos en un filtro de tela instalado en un soporte de madera y el cual gotea en un recipiente.

## Diseño
El chorreador consiste en un soporte de madera que sostiene una bolsa elongada de algodón (bolsa de café) en forma similar a un bolsillo. La boca de la bolsita se mantiene abierta por medio de un alambre circular unido a una agarradera y asentada en un marco circular de madera. El soporte es usado para mantener una taza o cafetera en su base y la bolsa está suspendida arriba del soporte del chorreador, colgando arriba del recipiente.
El chorreador puede ser hecho en casa por cualquier persona con habilidades muy básicas de carpintería y costura, o manufacturado por un artesano usando bellas y decorativas maderas suaves o duras.

## Uso
La palabra chorreador viene del verbo chorrear, con el significado de verter, y se refiere a la acción del agua caliente escurriéndose a través del café molido y goteando o destilando la infusión. Se coloca una taza de café o cafetera en la base del soporte y se le añade café molido a la bolsa previamente humedecida. Esta está suspendida al extremo superior del soporte por lo que cuelga sobre el recipiente. Se vierte lentamente agua caliente entre 92 °C y 96 °C sobre el café molido y el líquido se filtra y comienza a chorrear la infusión del café en el recipiente que se ha preparado de antemano.

## Cuidado de la bolsa de chorrear
La bolsa de chorrear se lava y se seca siempre después de usarla puesto que una bolsita seca produce los mejores resultados. Se aconseja a aquellos a los que frecuentemente les gusta preparar café tener más de una bolsa de chorrear. Una vez que se prepare el café se enjuaga la bolsa con agua para retirar la broza o el desecho del café. Hay dos opiniones acerca del cuidado que hay que tener con la bolsa de chorrear café. Mientras unos dicen que no se use jabón o detergente para lavarla porque puede dejar un sabor desagradable, otros opinan que se puede usar un jabón especial neutro. Con el tiempo, los aceites del café molido, como el caffeol, tiñen la bolsa de algodón. Sin embargo, esto no afecta el sabor de la infusión de café. Estos aceites pueden ser disueltos y eliminados frotando la bolsa de chorrear una vez al mes con sal, seguido por enjuague meticuloso para quitar toda la sal. Una bolsa de chorrear tratada con cuidado puede durar muchos meses.